# Cổ Nhuế 1
Cổ Nhuế 1 là một phường thuộc quận Bắc Từ Liêm, thành phố Hà Nội, Việt Nam.

## Địa lý
Phường Cổ Nhuế 1 nằm ở phía đông quận Bắc Từ Liêm, có vị trí địa lý:
- Phía đông giáp phường Xuân Tảo và quận Cầu Giấy
- Phía tây giáp phường Phú Diễn
- Phía nam giáp quận Cầu Giấy
- Phía bắc giáp các phường Cổ Nhuế 2 và Xuân Đỉnh.

Phường có diện tích 2,22 km², dân số năm 2020 là 45.274 người, mật độ dân số đạt 20.394 người/km².

## Lịch sử
Phường Cổ Nhuế 1 được thành lập vào ngày 27 tháng 12 năm 2013 trên cơ sở điều chỉnh 217,70 ha diện tích tự nhiên và 33.346 người của xã Cổ Nhuế, 3,30 ha diện tích tự nhiên và 372 người của thị trấn Cầu Diễn thuộc huyện Từ Liêm cũ.
Sau khi thành lập, phường có 221 ha diện tích tự nhiên và 33.718 người.
Ngày 27 tháng 4 năm 2021, Ủy ban Thường vụ Quốc hội ban hành Nghị quyết số 1263/NQ-UBTVQH14 (nghị quyết có hiệu lực từ ngày 1 tháng 7 năm 2021). Theo đó, điều chỉnh 10,32 ha diện tích tự nhiên khu vực 8 tổ dân phố Bắc Nghĩa Tân do phường Nghĩa Tân, quận Cầu Giấy quản lý hành chính (bao gồm các tổ dân phố số 25, 26, 27, 28, 29, 30, 31, 32) đang thuộc địa giới hành chính của phường Cổ Nhuế 1 vào phường Nghĩa Tân, quận Cầu Giấy.
Sau khi điều chỉnh địa giới hành chính, phường Cổ Nhuế 1 có diện tích 2,22 km², dân số là 45.274 người.